# Лобковиц, Венцель Эусебиус фон
Венцель Эусебиус фон Лобковиц, герцог Саганский (с 1646) (нем. Wenzel Eusebius von Lobkowicz; 30 января 1609, Богемия (теперь Роуднице-над-Лабем, Чехия) — 22 апреля 1677) — австрийский военный, политический, дипломатический и государственный деятель, военачальник, фельдмаршал (1647), 2-й князь Лобковиц, первый министр при дворе императора Священной Римской империи Леопольда I. Президент гофкригсрата (1649—1665), 

## Биография
Сын канцлера Зденека Войтеха Попела из Лобковиц и Поликсены из Пернштейна. Активный сторонник католического учения.
После тщательной подготовки в 1631 году поступил на императорскую службу, где дослужился до звания фельдмаршала, прежде чем сосредоточился на политике и дипломатии. В 1646 году приобрёл Силезское герцогство Саганское (ныне Жагань), которое император Фердинанд III Габсбург конфисковал в 1634 году после смерти имперского полководца  Альберта Валленштейна. Был доверенным лицом императора Леопольда I, а в 1657 году был назначен президентом Хофрата. 
Противился войне с Людовиком XIV, которому поклонялся, искал союзников при французском дворе и, таким образом, приобрёл много врагов среди испанских сторонников при венском дворе. Из-за их вмешательства, впал в немилость императора, и в 1674 году был арестован за презрительные выражения об императоре, обвинён в измене и заключён в тюрьму, где и умер 3 года спустя.